# Debatik Curri
Debatik Curri (* 28. Dezember 1983 in Priština, SFR Jugoslawien) ist ein ehemaliger kosovo-albanischer Fußballspieler.

## Karriere

### Verein
Sein Jugendclub war der KF Prishtina, bei dem er auch in der ersten Mannschaft spielte, bevor er im Jahre 2005 zu Worskla Poltawa in der Ukraine wechselte.
Zum Sommer 2010 wechselte er in die türkische Süper Lig zu Gençlerbirliği Ankara. Hier spielte er die nächsten drei Spielzeiten lang und verließ diesen Verein mit seinem Vertragsende zum Sommer 2013. Nach einem kurzen Aufenthalt beim ukrainischen Verein FC Hoverla-Zakarpattya Uschhorod wechselte er zur Wintertransferperiode zum Ligakonkurrenten PFK Sewastopol. Dann spielte er jeweils eine Saison für den KF Tirana und KS Flamurtari Vlora. Sein Karriereende folgte 2018 beim KF Prishtina.

### Nationalmannschaft
Für die albanische Fußballnationalmannschaft bestritt er von 2006 bis 2014 insgesamt 42 Partien. Sein einziges Tor schoss er am 11. Oktober 2006 bei der EM-Qualifikation in Amsterdam gegen die Niederlande.
Am 21. Mai 2014 kam er dann in einem inoffiziellen Länderspiel für den Kosovo zum Einsatz. In Mitrovica gab es eine 1:6-Niederlage und Curri spielte die kompletten 90 Minuten lang.

## Erfolge
- Kosovarischer Meister: 2004
- Kosovarischer Pokalsieger: 2018
- Ukrainischer Pokalsieger: 2009